# Homaspis cephalciae
Homaspis cephalciae là một loài tò vò trong họ Ichneumonidae.